# Tótkomlós
Tótkomlós är en mindre stad i Ungern med 5 615 invånare (2019).